# Кондиционирање воде за пиће флотацијом
Кондиционирање воде за пиће флотацијом је супротна радња од таложења, у којој долази до испливавања на површину честица материјала које су лакше од воде. Ради бржег остварења процеса флотације води се додају средства за флотацију, као што су мехурићи ваздуха или хемикалије (анјонски, неутрални или катјонски детерџенти и сл.). Овим поступком се из воде за пиће могу уклонити уље, маст и суспендоване материје. Честице које испливају на површину скидају се са уређаја за флотацију као скрама или пена. 

## Историја
Флотација је први пут примењена 1877. године у обогаћивању графитне руде али је одмах затим била напуштена. Од првог патентираног поступка (Елморе, 1898)[2] она се све више примењује и стално усавршава, у индустријским процесима, у многим областима индустрије: у обогаћивању, у раздељивању руда различитих метала и горива, у издвајању високовредних компоненти из раствора, док се у обради  вода примењује за: уклањање суспендованих и емулгованих загађивача, концентрисање биолошких муљева (укључујучи и кондиционирање воде за пиће).  

## Опште информације
Флотација је процес молекуларног „слепљивања“ честица материјала који се флотира уз граничну површину фаза, обично гас (најчешће ваздух) – вода. Флотација се користи као алтернативна метода другим сепарационим поступцима: седиментацији, сепарацији центрифугама, филтрацији и слично, од којих је често или ефикаснија или економски оправданија.
Чврсте честице, капљице, молекули или јони из течне фазе, „прилепљени“ уз мехуриће ваздуха који се формирају у течној фази на различите начине, бивају доминатном силом потиска изношене на површину течности, где се концентришу у облику пене која се одатле уклања.
При томе се флотацијом обезбеђује веома висок степен уклањања суспендованог материјала, значајно се смањује концентрација површински активних материјала у води и повећава садржај кисеоника, а све то у знатној мери олакшава касније фазе обраде воде за пиће.

## Флотација ваздухом
Флотација ваздухом примењује се уместо таложења у случајевима:
- када се нерастворене материје у сировој води састоје претежно од алги,
- када је садржај минералних нерастворених супстанци занемарљив.
- када је потребно унети велике дозе коагуланта и флокуланта што повећава трошкове производње воде и стварања додатне проблеме због образовања великих количина муља.

Флотација ваздухом изводи се увођењем ваздуха у виду мехурића у флокулисану воду, који се потом везују за флокуле, чине их лакшим од воде и заједно испливавају на површину. Што су мехурићи ситнији од флокуле то се већи број мехурића везује и флокула брже испливава на површину. 
Услови
За успешну флотацију треба обезбедити услове ламинарног течења у флотатору, да би се смањило мешање и сударање флокула, што доводи до одвајања мехурића од флокуле. 
Ефикасност
Најефикаснији начин образовања ситних мехурића је довођење воде на атмосферски притисак, која је засићена ваздухом при притисцима 4 - 9 bar-а. У тим условима раствара се 70 - 90 gr ваздуха у 1 m3 воде, што је око 3 пута већа количина него што се може растворити на атмосферском притиску.
Карактеристике муља
Муљ који се сакупља на површини флотатора има већи садржај суве материје од муљева из обичних таложника. То омогућава да се муљ директно оцеђује у филтер пресама, без претходног згушњавања. 